# Hădăreni
Hădăreni – wieś w Rumunii, w okręgu Marusza, w gminie Chețani. W 2011 roku liczyła 817 mieszkańców.